# Pátzcuaro
 Ovo je glavno značenje pojma Pátzcuaro. Za druga značenja pogledajte Pátzcuaro.
Pátzcuaro je gradu Meksiku, u saveznoj meksičkoj državi Michoacán, koji se nalazi na južnom kraju jezera Pátzcuara. Grad je osnovan 1320ih godina, ima 79.838 stanovnika (2005.), a nalazi se na nadmorskoj visi od 2.140m. 

## Povijest
Jedini povijesni izvor o nastanku grada je knjiga “Relación” koju je napisao španjolski upravitelj (podkralj) Antonio de Mendoza (1495-1552). U njoj se navodi da su dvoje plemenskih poglavara koji su se zvali Páracume (Pauácume) i Vápeani (Uapéani) došli sa svojim plemenom Chichimeca u područje koje se tada zvalo Tarimichundiro. Tu su podigli svoje hramove, koji su bili četiri velika kamena smještena zajedno. Točno vrijeme podizanja hrama, tj. nastanka grada se ne zna, ali se zna da su oba poglavara preminuli 1360., pa se računa da je grad osnovan 1324.g.